# Victoria Woodhull
Victoria Claflin Woodhull, senare Woodhull Martin, född Victoria California Claflin den 23 september 1838 i Homer i Licking County, Ohio, död 9 juni 1927 i Bredon's Norton i Worcestershire i Storbritannien, var en amerikansk aktivist, skribent och ledare inom suffragettrörelsen. Hon var den första kvinnan att kandidera till posten som USA:s president.
Hon arbetade för kvinnors rättigheter, rösträtt och förespråkade "fri kärlek" vilket för henne innebar friheten att ingå äktenskap, skilja sig och föda barn utan statlig inblandning. Många av de idéer Woodhull hade kring arbetarklassen och den kapitalistiska eliten var mycket kontroversiella för sin tid.

## Biografi
Woodhull kom från enkla förhållanden men gjorde sig en förmögenhet genom att verka som medium och syssla med magnetterapi innan hon gick med i den spiritualistiska rörelsen på 1870-talet. Hon var en framstående representant inom området även om hennes textförfattande har varit omdebatterat, då hon skrev många artiklar i samarbete med andra skribenter, däribland sin andre make James Blood. 1868 flyttade hon till New York tillsammans med sin syster Tennessee Celeste Claflin. Där lärde de känna den förmögne järnvägsmannen Cornelius Vanderbilt som hjälpte dem att starta ett företag 1870. Tillsammans blev systrarna de första kvinnorna att driva en aktiemäklarfirma på Wall Street. Samma år blev de även bland de första kvinnorna att grunda en tidning, Woodhull & Claflin Weekly. Tidningen var radikal och förutom Woodhulls egna texter publicerades även den första engelska översättningen av Karl Marx Kommunistiska manifestet. Tidningen användes som ett sätt att samla flera olika rörelser, däribland kvinnorättsaktivister, under ett nytt begrepp som Woodhull benämnde “social frihet”. I debatter om just sexuell frihet och kvinnors rättigheter hölls ofta hennes eget rykte emot henne. Ett sätt som Woodhull hanterade detta på var att hävda att hennes egen sexualitet var irrelevant för debatten om inte männen hon debatterade med höll sig till samma strikta principer som de använde för att skambelägga henne.
År 1872 blev Woodhull den första kvinnan att kandidera till posten som USA:s president för partiet Equal Rights Party. Hennes kandidatur och hennes idéer om fri kärlek väckte mycket uppmärksamhet och hon utsattes för personangrepp från politiska motståndare. Som reaktion på angreppen publicerade hon en text om en otrohetsaffär mellan prästen Henry Ward Beecher och Elizabeth Tilton. Till följd av detta greps hon för "obscenitet" och Woodhull fick tillbringa valnatten i fängelse. Hon fick inga elektorsröster. Hennes nominering till presidentkandidat tillsammans med Frederick Douglass har setts som ett sätt för Equal Rights Party att få de större partierna i USA på 1870-talet att ta frågan om lika rättigheter oberoende av kön eller etnicitet på större allvar. Nomineringen fick genomslag i pressen och även om den inte påverkade politiken nämnvärt synliggjorde den motståndet mot lika rättigheter i samhället.
Efter att Woodhull blev frisläppt från fängelset spenderade hon åren 1873–1876 med att föreläsa runtom i USA. Kontroverserna kring Woodhull & Claflin Weekly och hennes uttalanden om Beecher gjorde att hennes framträdanden fick uppmärksamhet. Föreläsningarna var populära och hon blev till slut känd nationellt. Woodhull fortsatte under denna tid att förespråka sina idéer om sexuell och social frihet, och var en central personlighet i den komplicerade politiken kring sexualitet på 1870-talet. För att kunna behålla en plats på denna marknad av föreläsare anpassade hon sina budskap något, till exempel genom att backa från idéer om total sexuell frihet.
I juni 1876 publicerades sista numret av Woodhull & Claflin Weekly och Woodhull började dra sig tillbaka från den publika sfären i USA. Hon ställde upp i presidentvalet år 1876, dock med mindre genomslagskraft och uppmärksamhet jämfört med valet 1872. 1877 flyttade Victoria Woodhull till England tillsammans med sin syster. Där fortsatte hon att föreläsa och hade föredrag i flera större städer. Hon skrev också bland annat Human Body: The Temple of God (1890) och gav tillsammans med sin dotter Zula Woodhull ut tidningen The Humanitarian från 1892 till 1901. Woodhull var senare aldrig en del av den amerikanska suffragettrörelsen, men hon användes som ett slagträ av motståndare till denna när den fick ny fart under 1890-talet.

## Privatliv
År 1853, 14 år gammal, gifte hon sig med läkaren Canning Woodhull och paret fick två barn. Äktenskapet slutade i skilsmässa 1864 och hon gifte sig senare med överste James Blood. 1876 skilde hon sig från Blood och året därpå flyttade hon till England tillsammans med sin syster. 1883 gifte hon om sig med den förmögne engelske bankmannen John Biddulph Martin. I samband med tredje makens bortgång 1901 drog sig Victoria Woodhull tillbaka. Hennes många äktenskap och förhållanden hölls ofta emot henne i det politiska arbetet.